# Jedi Mind Tricks
Jedi Mind Tricks (skrót: JMT) – amerykańska grupa hip-hopowa. Nazwa zespołu pochodzi z cyklu Gwiezdne wojny od mocy używanych przez rycerzy Jedi.

## Historia  powstania
Grupa Jedi Mind Tricks została stworzona przez dwóch szkolnych przyjaciół: Vinnie Paza (wł. Vincenzo Luvineri) i Stoupe the Enemy of Mankind (Kevin Baldwin). W roku 1999 do grupy dołączył raper z New Jersey James Bostick (bardziej znany jako Jus Allah). Razem nagrali swój drugi album Violent by Design. Po krótkim czasie Jus Allah odszedł z nieznanych przyczyn. Nieoficjalnie Jedi Mind Tricks powrócili w 2006 roku (po nagraniu utworu "The Rebuilding"). Oficjalny powrót nastąpił w 2008, kiedy to nagrali album A History of Violence. W skład Jedi Mind Tricks wchodzi jeszcze DJ Kwestion. JMT współpracowało z takimi raperami i grupami jak: GZA, Kool G Rap, 7L & Esoteric, Sean Price, Ras Kass, Canibus, Percee P, Killah Priest, Louis Logic, R.A. the Rugged Man, Tragedy Khadafi, i Ill Bill. Jedi Mind Tricks sprzedali łącznie ponad 250 tys. albumów w USA i 400 tys. albumów na całym świecie. Vinnie Paz oprócz Jedi Mind Tricks stworzył także zespół Army of the Pharaohs.

## Dyskografia

### Albumy studyjne
- The Psycho-Social, Chemical, Biological & Electro-Magnetic Manipulation of Human Consciousness (1997)
- Violent by Design (2000)
- Visions of Gandhi (2003)
- Legacy of Blood (2004)
- Servants in Heaven, Kings in Hell (2006)
- A History of Violence (2008)
- Violence Begets Violence (2011)
- The Thief and the Fallen (2015)
- The Bridge and the Abyss (2018)
- The Funeral and the Raven (2021)

### Minialbumy
- Amber Probe EP (1996)

### Kompilacje
- The Greatest Feature (2009)